# Nectopsyche gracilis
Nectopsyche gracilis är en nattsländeart som först beskrevs av Banks 1901.  Nectopsyche gracilis ingår i släktet Nectopsyche och familjen långhornssländor. Inga underarter finns listade i Catalogue of Life.